# Norton Ditch
Der Norton Ditch ist ein Wasserlauf in Oxfordshire, England. Er entsteht östlich von Brize Norton und fließt in südlicher Richtung bis zu seiner Mündung in den Highmoor Brook.